# Zvonimir Boban
Zvonimir Boban (Imotski, 8. listopada 1968.) bivši je hrvatski nogometaš i nogometni reprezentativac. Do lipnja 2019. obavljao je dužnost glavnog savjetnika predsjednika FIFA-e Giannia Infantina. Od lipnja 2019. do 7. ožujka 2020. obnašao je dužnost sportskoga upravitelja AC Milana.
Legendarni kapetan i igrač hrvatske nogometne reprezentacije. Igrao je u sredini terena, u dresu s brojem 10. Uz Roberta Prosinečkog, Aljošu Asanovića i Luku Modrića smatra se najboljim vezni igrač kojega je Hrvatska ikad imala. 1987. nastupa na Svjetskom prvenstvu do 20 godina u Čileu, na kojemu osvaja zlato, a upravo je u završnoj utakmici izveo posljednji jedanaesterac u seriji koja je odlučila pobjednika. Dvostruki je dobitnik Državne nagrade za sport „Franjo Bučar”, kao član reprezentacije 1998. i osobno 2002.

## Klupska karijera
Igrao za klubove: 
- Dinamo Zagreb (1985. – 1991.),
- AC Milan (1991. – 2002.),
- A.S. Bari (1991. – 1992.),
- Celta Vigo (2001. – 2002.).

Većinu klupske karijere proveo je u AC Milanu, s kojim je 1994. godine postao prvak UEFA-ine Lige prvaka, te je također osvojio 4 naslova prvaka Italije. Zbog svog iznimnog doprinosa u uspjesima AC Milana, proglašen je najboljim stranim igračem u povijesti kluba. Veliku popularnost i nogometnu veličinu Zvonimira Bobana, najbolje pokazuje veličanstveni, vjerojatno i najveći, oproštaj od nogometa 7. listopada 2002. na Maksimiru, kada je Boban okupio mnoge nogometne legende, a prepun stadion uzvikivao njegovo ime.

## Reprezentativna karijera
Za reprezentacije Jugoslavije i Hrvatske odigrao je 51 utakmicu i postigao 12 golova.
Drugi najbolji igrač (iza Roberta Prosinečkog) juniorskog svjetskog nogometnog prvenstva u Čileu.
Vodio vatrene kao kapetan na EP-u u Engleskoj 1996. i do trećega mjesta na SP-u 1998. u Francuskoj.

## Zanimljivosti
Poznat je po skok-udarcu na policajca, braneći Dinamova navijača od napada, dok su u isto vrijeme navijači Crvene zvezde nekažnjeno divljali po stadionu na Maksimiru. Uz Bobana Dinamove su navijače skočili braniti Vjekoslav Škrinjar i Josip Kuže.
Hrvatski radijski sportski komentator Ivo Tomić ga je u svojim prijenosima nazivao „zagrebački nogometni ban Zvone Boban” (nakon što se koncem osamdesetih smjelo više govoriti o banu Jelačiću).